# Mary-Kay Wilmers
Mary-Kay Wilmers (Chicago, 19 de julio de 1938) es una editora y escritora británica de origen estadounidense.
Wilmers fue una de los miembros fundadores de la revista London Review of Books —junto a Karl Miller y Susannah Clapp—, de la que es editora desde 1992. En 2009 publicó The Eitingons, una obra sobre la historia de su familia materna, de origen judío, los susodichos Eitingons. Se centra en tres miembros de ella: Motty Eitingon, un adinerado empresario, Leonid Eitingon, agente del NKVD soviético e implicado en el asesinato de León Trotski, y Max Eitingon, un psiquiatra que se relacionó con Sigmund Freud. Casada con el cineasta Stephen Frears en 1968, se divorció de este unos pocos años más tarde.